# Dom Esterki w Opocznie
Dom Esterki – zabytkowy budynek w Opocznie, w województwie łódzkim, obecnie siedziba Biblioteki Publicznej im. Stefana Janasa.

## Historia miejsca
Według legendy powstanie budynku w tej lokalizacji wiązało się z postacią Esterki, dla której król Kazimierz Wielki miał ufundować dom połączony tajemnym przejściem z zamkiem w Opocznie. Prawdopodobnie w XVI w. wybudowano murowany dom z kamienia wapiennego, który ulegał licznym przebudowom. W połowie XIX w. został ofiarowany Radzie Opiekuńczej Zakładów Dobroczynnych Powiatu Opoczyńskiego. Przez pewien okres był użytkowany jako sklep oraz sala zebrań obywatelskich. W okresie powstania styczniowego w piwnicach mieściło się więzienie dla uczestników powstania.
Zachowały się wizerunki budynku na pocztówkach z początku XX w.

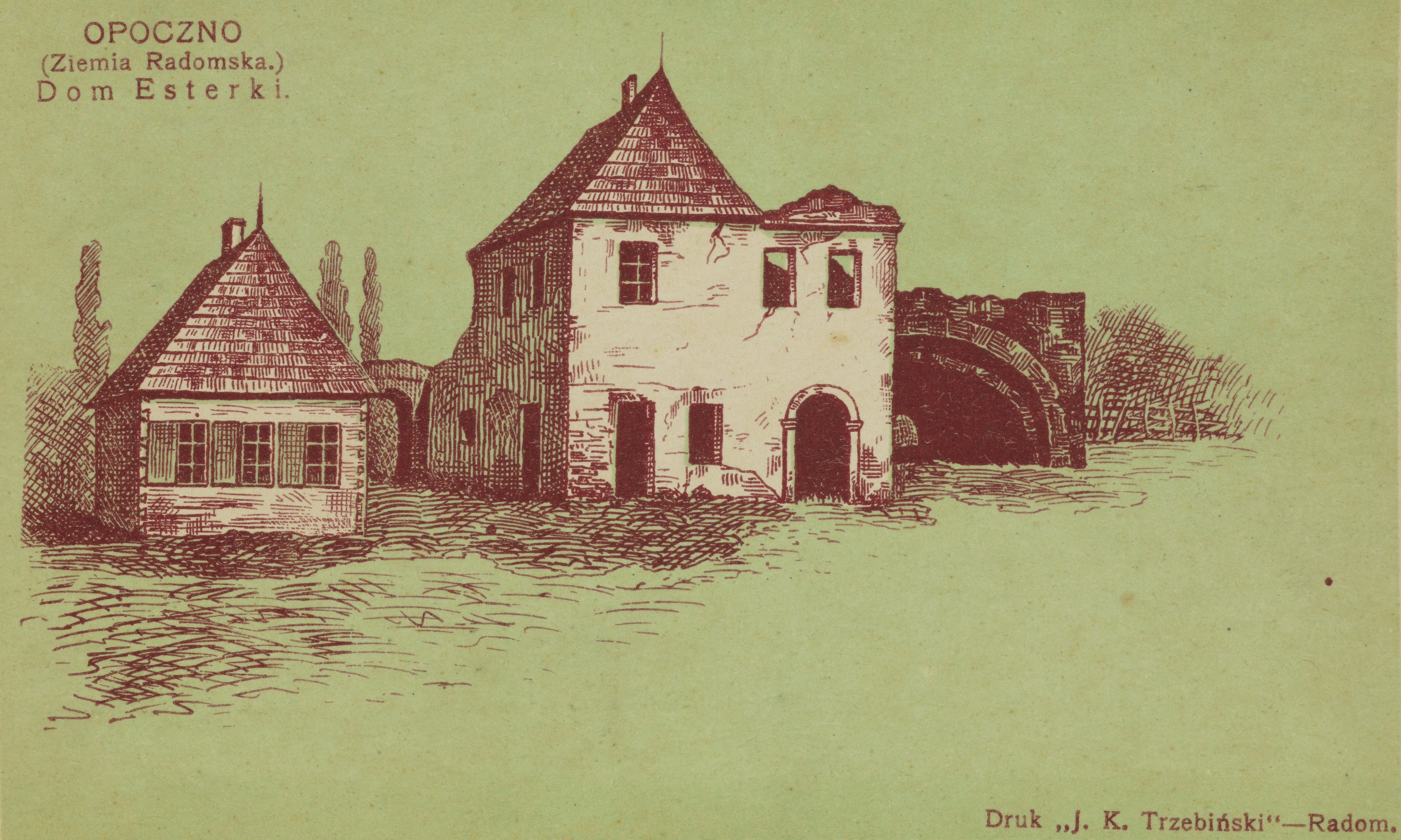
Dom Esterki w latach 1905–1918

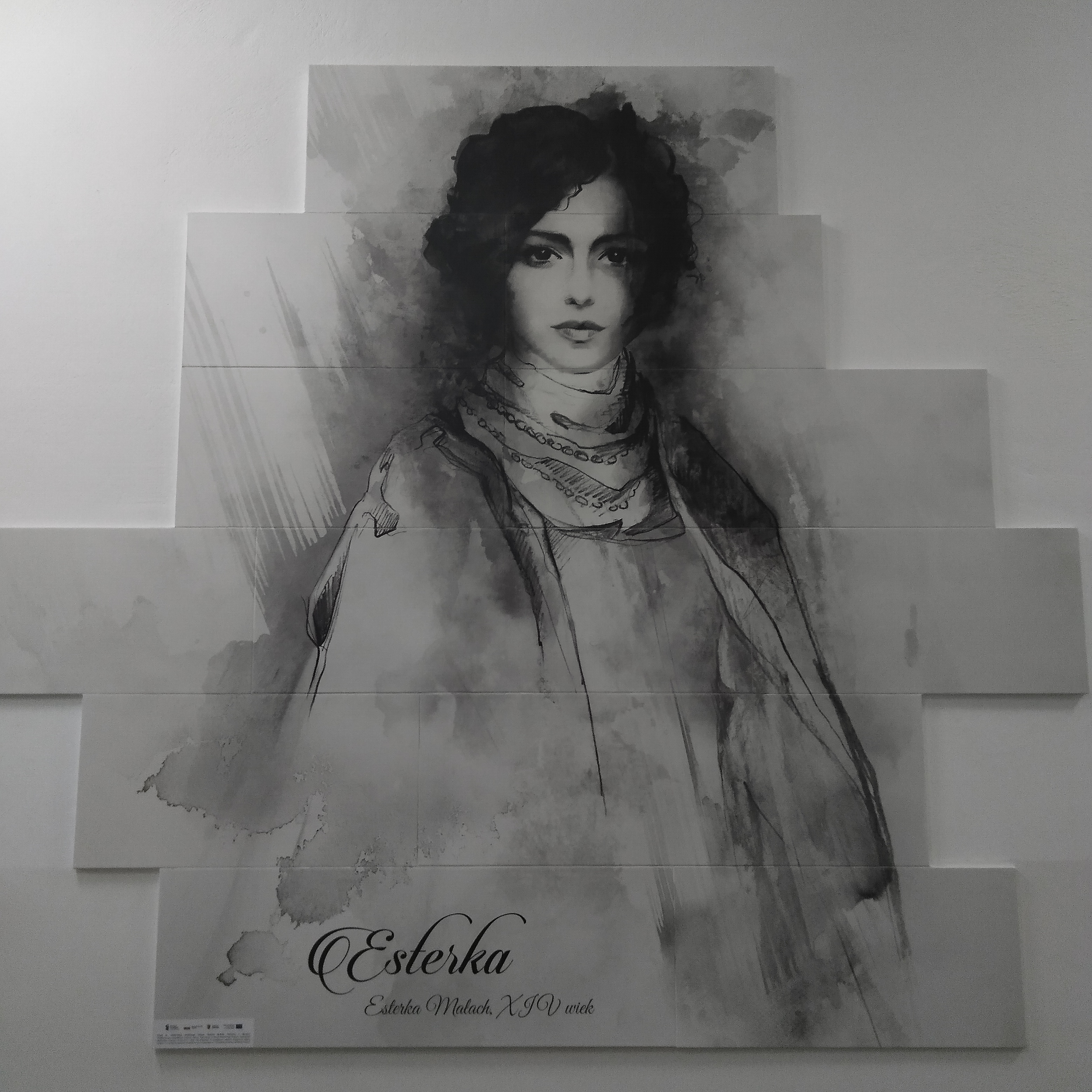
Wizerunek Esterki w domu Esterki (2025)

## Obecny Dom Esterki w Opocznie
W 1893 r. zniszczony budynek przeszedł znaczną przebudowę, w wyniku której nadano mu obecnie istniejący wygląd. Jest to budynek murowany, jednopiętrowy, ustawiony szczytowo do placu T. Kościuszki. Zachowały się części dawnego budynku: piwnice oraz dwa parterowe pomieszczenia, a także inskrypcje łacińskie z XVI w. Cechą charakterystyczną dawnych części domu Esterki są kolebkowe sklepienia.  
W okresie międzywojennym stanowił siedzibę Komendy Wojskowej oraz oddziałów Starostwa Opoczyńskiego. W 1927 r. budynek został odrestaurowany.
W okresie II wojny światowej w domu Esterki mieściły się biura Spółdzielni Spożywców „Społem”.
W 1975 r. budynek stał się siedzibą Miejsko-Gminnej Biblioteki Publicznej (obecnie: Biblioteka Publiczna im. Stefana Janasa w Opocznie).
Dom Esterki stanowi również siedzibę powiatowego oddziału Towarzystwa Przyjaciół Dzieci oraz oddziału Związku Nauczycielstwa Polskiego.
W 2019 r. na ścianie domu Esterki w Opocznie umieszczono tablicę upamiętniającą Wincentego Witosa.

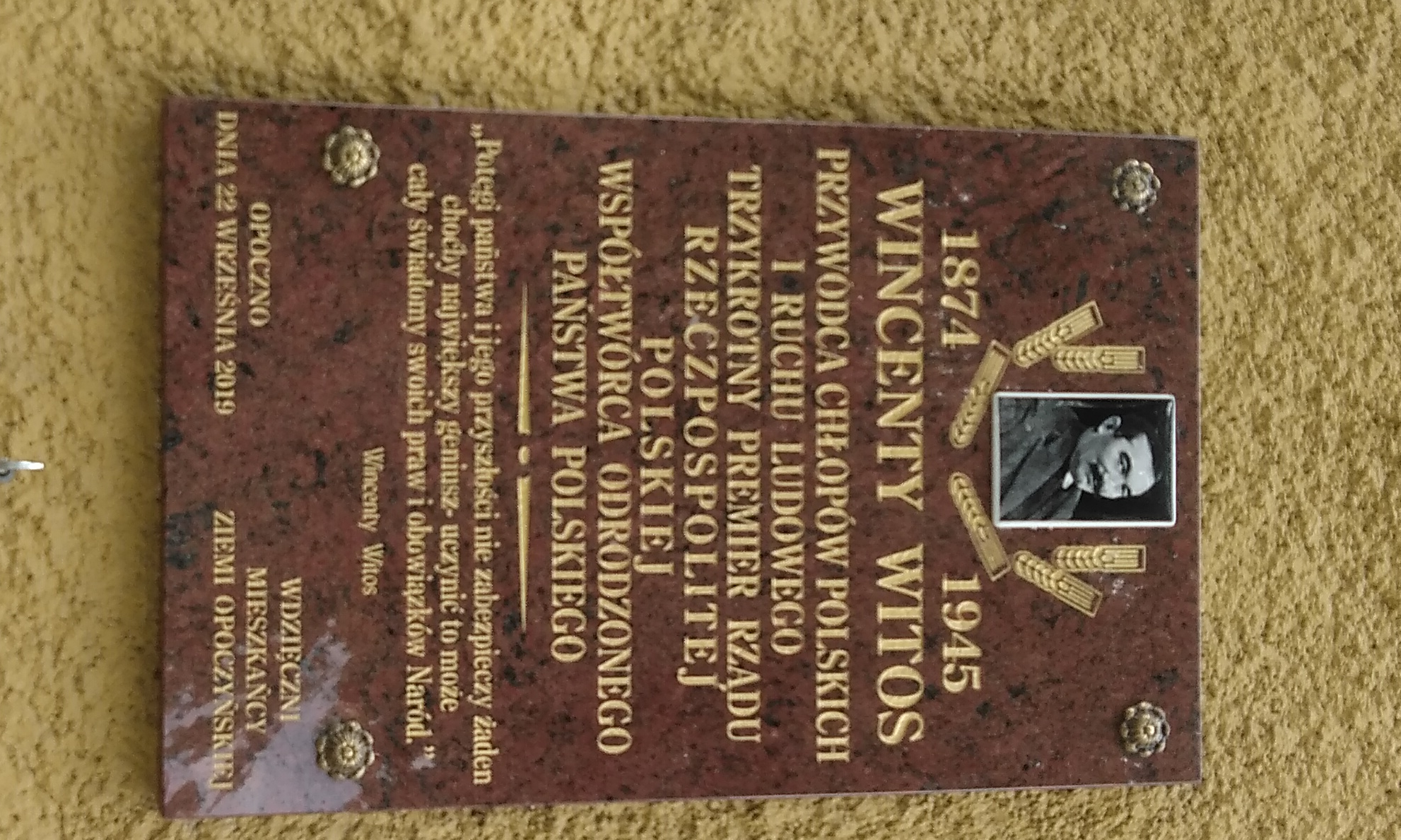
Tablica pamiątkowa upamiętniająca Wincentego Witosa na ścianie domu (2025)